# Postosuchus
Postosuchus är ett utdött kräldjur som levde för mer än 200 miljoner år sedan i det som idag är USA.
Den blev 4 meter lång, och man tror den var släkt med krokodiler och dinosaurier. Postosuchus gick på alla fyra, och hade en skalle som liknar rovdinosauriers på olika sätt. Till skillnad från krokodiler gick Postosuchus med benen under kroppen, och benen var även mycket längre än på en krokodil.

## Inom kulturen
I det första avsnittet av TV-serien Dinosauriernas tid förekommer Postosuchus, där den beskrivs som sin tids största rovdjur. Postosuchus har även en roll i filmen Dinosaurs alive! från år 2007 och i avsnitt 18 av TV-serien Andys dinosaurieäventyr.